# سیارک ۲۳۰۰۳
سیارک ۲۳۰۰۳ (به انگلیسی: 23003 Ziminski، نامگذاری:1999VP106) بیست و سه هزار و سومین سیارک کشف شده‌است که در ۹ نوامبر ۱۹۹۹ کشف شد.
قدر مطلق سیارک برابر ۱۰.۷ است.